# Plaza Buratovich (Rosario)
Buratovich es el nombre de una plaza tradicional del Barrio Echesortu, en la ciudad de Rosario. Lleva su nombre, en homenaje al ingeniero argentino-croata Mayor Santiago Buratovich (en croata: Jakov Buratović). Se destaca por su gran fuente, sus añosos árboles y como una referencia dentro de la zona centro oeste de la ciudad.

## Ubicación geográfica
Está delimitada por las calles Cafferata, 3 de febrero, San Nicolás y 9 de julio. Cuenta con juegos infantiles y un playón para la práctica de deportes. Frente a ella se sitúan la Parroquia San Miguel Arcángel y el Club Echesortu (popularmente conocido como "Eche"). 
En el centro de la plaza se encuentra una famosa fuente, procedente de Inglaterra y emplazada anteriormente en la plaza Sarmiento. Originalmente, el propósito de esta fuente, como de otras similares, era la provisión de agua para la población y fue fundida por la empresa francesa Val D'Osne.

## Historia
Originalmente, la plaza era conocida como la "Vizcachera de Doña Luciana", un simple basural, pero al ser loteada la zona, propiedad del Mayor Santiago Buratovich, fue diagramada como plaza del recién creado barrio La Victoria, nombre dado en homenaje a Victoria Ansaldi, esposa del Mayor.
La plaza fue inaugurada en el año 1924 y desde entonces ha sido remodelada varias veces.
El 11 de octubre de 1959, se entronizó el "Monumento a La Madre", de cemento patinado blanco, del escultor Erminio Blotta (1892-1976), donado por la Liga de Madres de la Parroquia San Miguel Arcángel fue destruido por vándalos, y la Municipalidad lo reemplazó por una pieza de otro autor.
En su perímetro, lado sudeste de la esquina de 9 de Julio y Cafferata, se hallaba un mojón de la ex Red Planialtimétrica del IGN de Argentina (también se vandalizó hurtándose la plaqueta de bronce).
En 2023 la Municipalidad de Rosario completó una renovación integral de la plaza, que incluyó la reconstrucción de veredas y rampas; la recuperación de pisos y senderos; la extracción y recambio de árboles de múltiples especies; la plantación de césped; y la instalación de un sistema de riego. Además, se reparó la fuente, se colocaron nuevas luces y se instaló un juego infantil de grandes dimensiones llamado "Escalera mágica". 